# Václav Lohr
Václav Lohr (19. ledna 1925 Němčice – 14. ledna 1998 ) byl český a československý ekonom a politik Komunistické strany Československa a poúnorový poslanec Národního shromáždění ČSSR.

## Odkazy

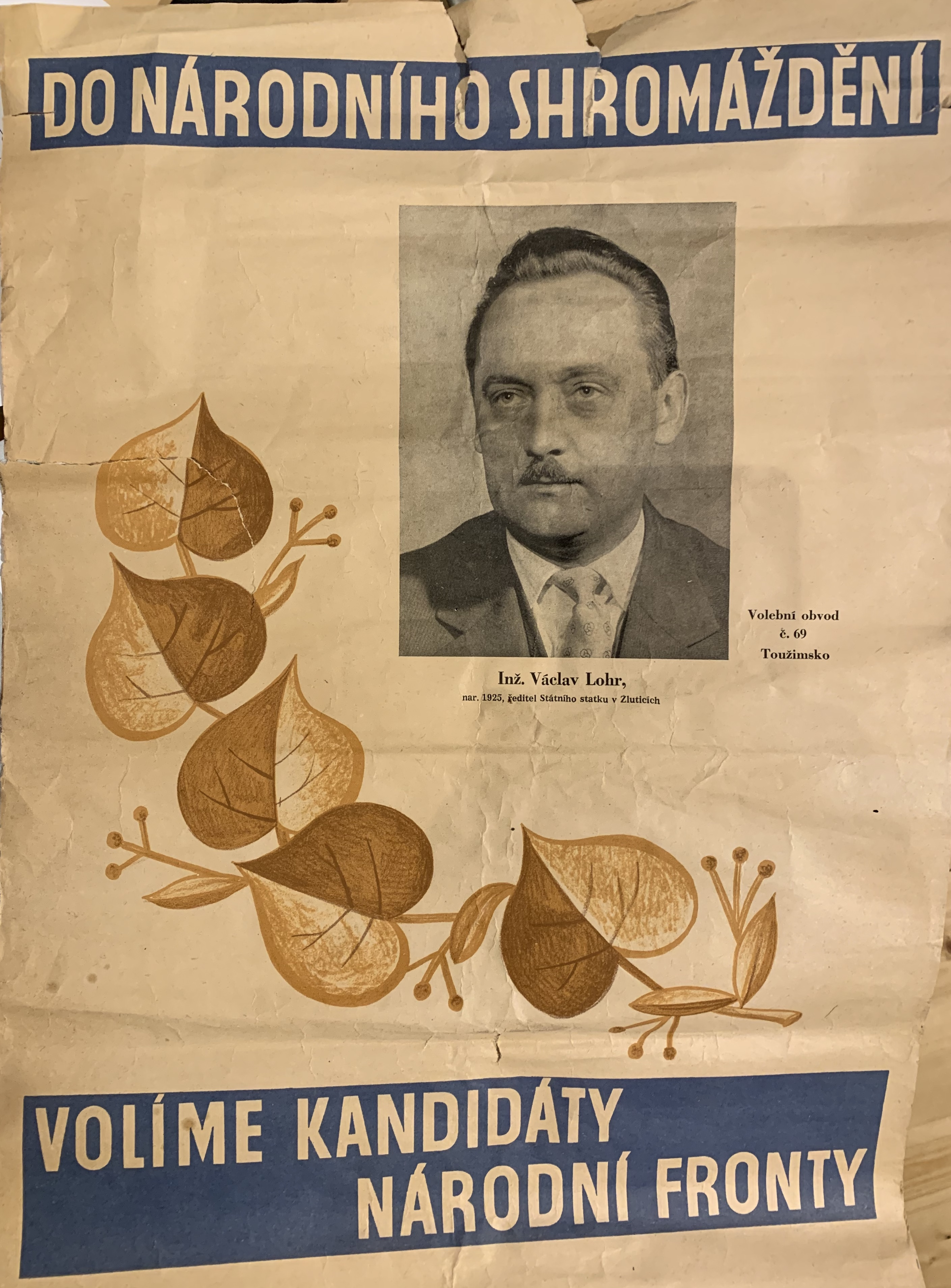
Volební plakát z roku 1960

## Biografie
Ve volbách roku 1960 byl zvolen za KSČ do Národního shromáždění ČSSR za Západočeský kraj. V Národním shromáždění zasedal až do konce volebního období parlamentu, tedy do voleb v roce 1964. Působil jako profesor na Západočeské univerzitě v Plzni, v letech 1991–1997 byl členem její vědecké rady.